# The Kiss (Modern Family)
The Kiss é o segundo episódio da segunda temporada da série Modern Family. O episódio foi exibido originalmente pela ABC no dia 29 de Setembro de 2010 nos EUA.

## Sinopse
Gloria decide homenagear sua avó que faleceu cozinhando refeições tradicionais da Colômbia e chamando toda a família enquanto ensina uma lição para que Jay respeite sua cultura; Claire descobre que Alex está interessada em um menino e pede conselhos para Haley; Mitchell tem aversão a demonstrações públicas de afeto o que deixa Cam estagnado.